# 妖怪! 百鬼夜高等学校
『妖怪! 百鬼夜高等学校』（ようかい! ひゃっきやこうとうがっこう）は、2018年10月18日から12月28日までBS日テレで、毎週木曜日23:30 - 24:00（JST）に放映されたテレビドラマ。及び2019年には舞台化もされた。

## 概要
深夜0時、学校は人間に見つからないように妖怪たちが通う「百鬼夜高等学校」となる。

## 登場人物
天狗
演 - 小野塚勇人
生徒会長をしている。通常の鼻の高い天狗の他、烏天狗になる烏期が存在する。烏期は性格が変貌する。
河童
演 - 北村諒
油すまし
演 - 佐奈宏紀
化け猫とフォークソング部で油'sというデュオを組んでいる。
雪女
演 - 松村龍之介
雪女の一族に生まれた男性。
化け猫
演 - 大平峻也
油すましとフォークソング部で油'sというデュオを組んでいる。
から傘お化け
演 - 北川尚弥
田中一男
演 - 村井良大
人間。人間の学校生活がうまくいかず、妖怪と偽って百鬼夜高等学校に入学する。名前の読みは”田んぼの中でいちばん恐れられてる者”として「たーなか いちおとこ」と名乗っている。
ろくろ首
演 - 豊本明長（東京03）
担任の先生。生徒からの人望が薄い。
赤鬼
演 - 久ヶ沢徹
先生。野球部顧問。
かまいたち
演 - 八木将康（友情出演）
陰陽師
演 - 相葉裕樹
垢舐め
演 - 藤田富
小豆洗い
演 - 八島諒
一反木綿
演 - 村川翔一
海坊主
演 - 武田航平
蟹坊主とデスメタル部で坊'zというデュオを組んでいる。
蟹坊主
演 - 小南光司
海坊主とデスメタル部で坊'zというデュオを組んでいる。
かまいたち
演 - 青木空夢
かまいたち
演 - 長村航希
牛鬼
演 - 一ノ瀬ワタル
食わず女房
演 - 今川碧海
尻目
演 - 三池友弥
スカ屁
演 - 三原大樹
砂かけ婆
演 - 伊万里有
算盤坊主
演 - 瑛
豆腐小僧
演 - 川合諒
鵺
演 - 神永圭佑
塗り壁
演 - 冨森ジャスティン
濡れ女
演 - 松藤瑛瑠
のっぺらぼう
演 - 大坂美優
のっぺらぼう
演 - 糠信泰州
雪男
演 - アリスムカイデ
雪男の一族に生まれた女性。
妖狐
演 - 佐藤永典
ナレーター
演 - 佐久間レイ

## スタッフ
- 監督 - 住田崇
- 脚本 - 熊本浩武、土屋亮一、川尻恵太、吉田恵里香
- イラスト - ニイルセン
- 主題歌 - a flood of circle「美しい悪夢」
- エンディングテーマ - 百鬼夜高等学校一同「午前0時の青春」

## 舞台版
2019年2月27日から3月10日まで新宿FACEにて、3月23日と24日に京都劇場にて「春の修学旅行 『妖怪! 百鬼夜高等学校』 ～一条通と付喪神～」のタイトルで上演された。

### キャスト (舞台版)
- 天狗 - 小野塚勇人
- 河童 - 北村諒
- 油すまし - 佐奈宏紀
- 雪女 - 松村龍之介
- 化け猫 - 大平峻也
- から傘お化け - 北川尚弥
- 豆腐小僧 - 川合諒
- 付喪神 - 葉山昴
から傘お化けの親戚。
- 鞍馬天狗 - 星乃勇太
天狗の親戚で、本家筋の天狗。
- 赤鬼 - 久ヶ沢徹

### 日替わりゲスト (舞台版)
- 砂かけ婆 - 伊万里有
- 鵺 - 神永圭佑
- 海坊主 - 武田航平
- 算盤坊主 - 瑛
- 食わず女房 - 今川碧海
- 蟹坊主 - 小南光司
- 塗り壁 - 冨森ジャスティン
- 垢舐め - 藤田富
- 小豆洗い - 八島諒
- かまいたち達 - 八木将康、長村航希、青木空夢

### スタッフ (舞台版)
- 脚本・演出 - 川尻恵太
- 制作 - パパゲーノ
- 製作 - 妖怪! 百鬼夜高等学校製作委員会（BS日テレ／日本テレビ音楽／ディレクションズ／コンテンツシード）